# Lythria bifasciata
Lythria bifasciata är en fjärilsart som beskrevs av Obraztsov 1936. Lythria bifasciata ingår i släktet Lythria och familjen mätare. Inga underarter finns listade i Catalogue of Life.